# Pegasus
Pegasus (Peg), o Cavalo Alado, é uma constelação do hemisfério celestial norte. O genitivo, usado para formar nomes de estrelas, é Pegasi.
As constelações vizinhas são Andromeda, Lacerta, Cygnus, Vulpecula, Delphinus, Equuleus, situando-se a norte de Aquarius e Pisces.
Alpha Pegasi (Markab), Beta Pegasi (Beta-Scheat), e Gamma Pegasi (Gama-Algenil), em conjunto com Alpha Andromedae (Alpheratz, Sirrah ou alfa-Andrómeda-Sirrah) formam o grande asterismo conhecido como Quadrado do Pégaso. A estrela 51 Pegasi é notável por ser a primeira estrela parecida com o Sol a ter um planeta extrassolar conhecido.